# Josip Bozanić
Josip Bozanić (ur. 20 marca 1949 w Rijece) – chorwacki duchowny katolicki, w latach 1997-2023 arcybiskup metropolita Zagrzebia, kardynał.

## Życiorys
Pochodzi z religijnej rodziny, księdzem został także jego brat Antun. Członkiem jego rodziny był Bartul Bozanić, biskup Krku w latach 1839–1854. Josip Bozanić studiował w seminarium w Pazin oraz na wydziałach teologicznych w Rijece i Zagrzebiu. 29 czerwca 1975 w Krk przyjął święcenia kapłańskie z rąk miejscowego ordynariusza Karmelo Zazinovicia; był później sekretarzem tego biskupa oraz wikarym w jednej z parafii diecezji Krk. W 1979 wyjechał na uzupełniające studia do Rzymu, uwieńczone dyplomami z teologii (na Papieskim Uniwersytecie Gregoriańskim) i prawa kanonicznego (na Papieskim Uniwersytecie Laterańskim). W 1986 powrócił do diecezji Krk, gdzie pełnił funkcję kanclerza kurii biskupiej oraz wikariusza generalnego (1987–1989). Wykładał jednocześnie prawo kanoniczne i teologię dogmatyczną w seminarium w Rijece.
10 maja 1989 został mianowany biskupem koadiutorem Krk, przyjął sakrę 25 czerwca 1989 w Krk z rąk arcybiskupia Zagrzebia, kardynała Franjo Kuharicia. W listopadzie 1989, po odejściu biskupa Zazinovicia w stan spoczynku, przejął rządy w diecezji. Od czerwca do listopada 1996 zarządzał dodatkowo archidiecezją Rijeka-Senj (jako administrator). W lipcu 1997 został promowany na arcybiskupa i zastąpił kardynała Kuharicia na czele archidiecezji Zagrzeb. Pełni funkcję przewodniczącego Konferencji Biskupów Chorwacji w latach 1997–2007 i ponownie od 2012, w latach 2001–2011 był także zastępcą przewodniczącego Rady Konferencji Biskupów Europy. Wziął udział w II specjalnej sesji Światowego Synodu Biskupów w Watykanie w październiku 1999, poświęconej Kościołowi europejskiemu.
21 października 2003 Jan Paweł II wyniósł go do godności kardynalskiej, z tytułem prezbitera S. Girolamo dei Croati. W styczniu 2005 reprezentował papieża – jako jego specjalny wysłannik – na uroczystościach patronki archidiecezji Zadar, świętej Anastazji, z okazji 1700-lecia jej męczeństwa. Uczestnik konklawe 2005 , konklawe 2013 oraz konklawe 2025.
15 kwietnia 2023 papież Franciszek przyjął jego rezygnację z urzędu arcybiskupa metropolity Zagrzebia, władzę w archidiecezji objął dotychczasowy koadiutor ks. abp Dražen Kutleša.